# دانیل آماردی
دانیل آماردی (فرانسوی: Daniel Amardeilh‎؛ زادهٔ ۲۲ ژوئیهٔ ۱۹۵۹) دوچرخه‌سوار اهل فرانسه است.